# Insel der Hoffnung (Viebig)
Insel der Hoffnung ist ein Zeitroman der deutschen Schriftstellerin Clara Viebig aus dem Jahr 1933, der von der Selbstfindung eines jungen Mannes zur Zeit der Weimarer Republik handelt. Hauptfigur ist der junge Hans-Joachim von Pfahl, der aus einem konservativen Elternhaus ausbricht, um im Berlin der Goldenen Zwanziger Jahre sein Glück zu versuchen. Er scheitert, findet aber bei einem Aufenthalt als Leuchtturmwärter auf einer einsamen Insel zu sich und kehrt in seine Heimat zurück, um an der polnischen Grenze zu siedeln.

## Handlung
Erster Teil:
Der Gymnasiast Hans-Joachim von Pfahl lebt in den 1920er Jahren in einer Kleinstadt nahe Berlin. Im Elternhaus herrscht eine bedrückende Atmosphäre. Die Familie lebt seit der Pensionierung des Vaters in schlechten finanziellen Verhältnissen. Besser geht es der Nachbarin, mit deren Nichte Hans-Joachim befreundet ist. Sie kümmert sich um die Erziehung ihrer Nichte Louisa, seit deren Mutter verstorben ist und der Vater sie in die Obhut seiner Schwester gegeben hat. Im Gegenzug erhält sie von dem wohlhabenden Bruder, der nach Cochabamba ausgewandert ist, finanzielle Unterstützung.
Louisa, die gerne nach Bolivien zurückkehren würde, fasst mit Hans-Joachim den Entschluss, sich dorthin durchzuschlagen. Nach einem Zwist mit dem Vater setzen die Jugendlichen den Plan in die Tat um. Sie nehmen Geld, das Louisa ihrer Tante entwendet hat, und die Pistole des Majors mit und verlassen ihr Zuhause. Doch die Flucht endet in einer Katastrophe. Das Geld wird gestohlen. Als Hans-Joachim zurückkehren will, deutet dies das Mädchen als Verrat und erschießt sich. Hans-Joachim will sich ebenfalls töten, wird aber gerettet. Vor Gericht verdächtigt man ihn, das Mädchen getötet zu haben. Er wird freigesprochen, doch ihn hält es nicht mehr in der Heimat. Die Perspektivlosigkeit im Nachkriegsdeutschland bedrückt ihn, zudem will er lieber praktisch arbeiten, statt die Schulbank zu drücken. Hans-Joachim verlässt die Eltern und geht nach Berlin.
Zweiter Teil:
Ein Zeitsprung zeigt Hans-Joachim 1928, der per Schiff nach Kapstadt reist, um sein Brot auf Hog-Island, einer Vulkaninsel im Subarktischen Meer, als Leuchtturmwärter zu verdienen. Mit der Mutter hat er seit Jahren keinen Kontakt – er hatte versprochen, ihr keine Mitteilung zu machen, wenn es ihm schlecht gehe.
Hans richtet sich in einer Hütte ein. Er findet ein Grab und das Tagebuch eines seiner Vorgänger, der sich wegen der Einsamkeit auf der Insel das Leben genommen hatte. Immer wieder wandern Hans-Joachims Gedanken zur Mutter zurück. Er zähmt Robben. Als eine Robbe ein Jungtier wirft, dieses aber im Meer verliert, erinnert dies Hans erneut schmerzlich an seine Mutter.
Im eisigen Winter wird Hans vom Fieber befallen. Er schreibt sich seine Erlebnisse, die er nach dem Verlassen des Elternhauses in Berlin hatte, vom Herzen. Zunächst verkaufte er erfolglos antiquarische Bücher, dann war er bei einem Betrüger angestellt, der ihn um sein Bargeld brachte. Eine weitere Station war ein Schriftsteller, der gerne ›hübsche Jungen‹ sah, doch Hans war froh, als dessen Schwester ihn als Chauffeur abwarb. Sie animierte ihn dazu, ihren ungeliebten Mann in den Tod zu fahren, doch bei einem Unfall wurden sie selbst und Hans-Joachim verletzt. Immer minderwertigere Tätigkeiten ließen ihn völlig verarmen.
Mittels der Tagebuchaufzeichnungen verarbeitet Hans seine traumatischen Erlebnisse. Der kommende Sommer weckt derart seine Lebensgeister, dass er sich entscheidet, ein weiteres Jahr auf der Insel zu bleiben.
Dritter Teil:
Hans-Joachim kehrt nach Deutschland zurück, muss dort aber erfahren, dass das Land mit zahlreichen Arbeitslosen zu kämpfen hat. Die Eltern sind verzogen. Sie haben sich an der polnischen Grenze niedergelassen und eine Schülerpension aufgemacht, die sie zusammen mit einer Haustochter betreiben. Hans wird bei ihnen überaus freudig aufgenommen. Der Vater ist nun einsichtig und hat erkannt, dass er seinerzeit bei der Erziehung seines Sohnes Fehler gemacht hat.
Da Hans keine Arbeit findet, erwägt er, nach Bolivien auszuwandern und will die Eltern dazu bewegen, mitzukommen. Diese lehnen sein Angebot ab. Da tritt Magdalene, die Haustochter, in sein Leben. Das Mädchen, das von einem deutschen Hof stammt, der nun auf polnischen Boden liegt, leidet unter dem mysteriösen Tod ihres Vaters und dem Vorhaben der Mutter, den polnischen Nachbarn Jezierski zu heiraten. Hans rettet das Mädchen aus der Gewalt polnischer Grenzsoldaten, und beide beschließen, sich als Siedler niederzulassen und mit ihrem Anwesen eine ›Insel der Hoffnung‹ an der Grenze zu bilden.

## Stoffgeschichte und Interpretationsansätze
Der Inhalt zeigt unterschiedliche Handlungsteile aus unterschiedlichen Epochen von Viebigs literarischem Schaffen, die im Roman zu einem Ganzen zusammengefügt sind.

### Ähnlichkeiten zu Handlungsgerüsten früher Novelletten
In Viebigs früher Nordseenovellette ›Eine Thräne‹ finden sich als Ähnlichkeiten das Motiv des reiselustigen jungen Mannes und des zu Hause gebundenen Mädchens, eine ähnliche einsame Inselwelt und die Verbindung zur dortigen Tierwelt.
Parallelen findet sich auch in der Novellette ›Grundwasser‹. Zwei Kinder schmieden Pläne, später auf Weltreise zu gehen. Dies wird für den Jungen, der ein schlechter Schüler ist, Realität. Nach einem Streit mit dem Vater ist der Junge verschwunden. Nach Jahren des Schweigens meldet er sich aus Kapstadt und bittet um Verzeihung. Er fühlt sich nach seiner Rückkehr zunächst wie ein Fremder, doch die frühere Freundin wird ihm zur Mittlerin und beide finden zueinander. Der Handlungsverlauf und das Motiv des heimgekehrten verlorenen Sohnes zeigt einige Parallelen mit dem Roman.

### Integration eines Filmtextes
Im zweiten Teil des Romans integriert Viebig einen frühen Filmtext, vermutlich aus 1913: die Robinsonade eines Leuchtturmwärters auf einer einsamen Insel mit exotischer Fauna und Flora. Mit der für sie ungewöhnlichen Wahl des Ortes erweitert Viebig die Romanhandlung um das Leben des Protagonisten nach dem Verlassen des Elternhauses. Zwar erfolgt Hans-Joachims psychische Genesung teils durch die Eigentherapie der Tagebuchaufzeichnungen, aber er erlangt auch, wie häufig bei Viebig, in der harten, aber reinen und unverfälschten Natur, Heilung und Festigung seines Charakters. Diese Darstellung wird positiv rezensiert:

„Es ist eine künstlerische Leistung […] wie Clara Viebig sich nicht nur in die Seele dieses modernen Odysseus, sondern auch in das seltsame Tierleben, in die armselige Pflanzenwelt, in die eisige landschaftliche Stimmung des freiwilligen Verbannungsortes einzufühlen vermocht hat. Der wirre Gang dieses Menschenschicksals wird auch nicht einfach in seiner wirklichen Zeitfolge erzählt, sondern taucht in Erinnerungsbildern des einsam Träumenden nach und nach auf, mit wüstem Lärm sich erschütternd abhebend von der schweigenden Einsamkeit des verlorenen Eilandes.“

### Die ›Steglitzer Schülertragödie‹als Vorlage für Hans-Joachims Jugendverfehlung
Eine Erweiterung des Handlungsgerüstes aus den Novelletten erfährt der Roman im ersten Teil durch Luisas Selbstmord und den anschließenden Prozess. Hierfür steht ein konkretes Ereignis Pate: die ›Steglitzer Schülertragödie‹ aus 1927. Der 18-jährige Paul Krantz (1909–1983) war angeklagt, seinen Freund erschossen zu haben, was allerdings – wie im Roman – nicht den Tatsachen entsprach. Aus Lebensüberdruss und wegen einer unglücklichen Liebe Pauls hatten die Freunde beschlossen, sich selbst mit einer Schusswaffe zu töten, doch stattdessen erschoss der Freund einen Liebhaber seiner Schwester und beging Selbstmord. Krantz wollte sich ebenfalls erschießen, wurde aber davon abgehalten und geriet unter Mordverdacht.
Da Krantz 18 Jahre alt war, fiel er nicht mehr unter das Jugendstrafrecht. Die öffentliche Verhandlung aber artete zu einem Sensationsprozess der Weimarer Zeit aus. Generell wurde die Situation der Jugendlichen diskutiert; zum anderen entstand eine Kontroverse darüber, inwieweit die Zulassung von Öffentlichkeit bei Verhandlungen von Jugenddelikten die Privatsphäre des Vernommenen beeinträchtige.
Viele Prominente, darunter auch Viebig, waren bei der Gerichtsverhandlung anwesend. Viebig bat um Teilnahme, da »die Verirrungen dieser unglückseligen Jugend« sie beschäftigten und sie es »als die Aufgabe einer aufmerksamen Schriftstellerin und mütterlichen Frau« ansah, diesen Fall zu beobachten.
Weitere Parallelen zur Steglitzer Schülertragödie sind der Lebensüberdruss der Protagonisten trotz guter schulischer Leistungen, eine unglückliche Liebe, illegaler Schusswaffenbesitz und eine Tat, in welche der Festgenommene nur indirekt verwickelt ist, aber zunächst als Hauptverdächtiger gilt. In beiden Fällen kommt es zum Zusammenbruch der Verhörten vor Gericht, weitere Parallelen sind das Auftreten der Mütter, der Freispruch sowie das Verlassen des Landes. Bei der Gestaltung des Verhörs mag sich die Autorin an der Befragung durch Landgerichtsdirektor Dr. Dust und an dem Plädoyer des rhetorisch brillanten Berliner Strafverteidigers Dr. Dr. Erich Frey orientiert haben.
Viebig erlebt, wie der jugendliche Verhörte in aller Öffentlichkeit zur Preisgabe intimer Details bewegt wird, die weit über eine notwendige Aufklärung des Falles hinausgehen. In der Parallelpassage des Romans, in welcher allerdings der Prozess nichtöffentlich stattfindet und nur das Gerichtspersonal anwesend ist, reagiert der Protagonist ebenfalls peinlich berührt, als er Details über sein Verhältnis zu Louisa preisgeben soll:

„In Hans-Joachims krankes blasses Gesicht stieg es rot: Scham. Es wurde auf einmal heiß, glühend heiß im Saal, vorher hatte es ihn sehr gefroren. Wie einen Ausweg suchend, sah er sich um: Nackte Bänke ohne jegliche Polsterung, Gesichter voller nackter Neugier, nackte Seelen, bar jeder Schamhaftigkeit – nein, er konnte nicht antworten.“

Diese Peinlichkeit entsteht, obwohl der Junge noch unter das Jugendstrafrecht fällt:

„Wäre nicht seit vor nunmehr einem Jahr das Gesetz des Jugendgerichtes, bei dem niemand als Zuhörer zugelassen wurde, in Kraft getreten, man hätte ihn, den Sohn eines hochachtbaren Mannes, öffentlich vor den Geschworenen stehen lassen. […] Sehr vielen wäre es interessant gewesen, der Verhandlung beizuwohnen.“

Viebig spricht sich gegen öffentliche Verhandlungen bei jungen Erwachsenen aus, die lediglich das Sensationsbedürfnis der Menge befriedigen. Damit positioniert sie sich in der zeitgenössischen Diskussion um die Jugendgerichtsbarkeit für die Nichtöffentlichkeit von Gerichtsverhandlungen für jugendliche Straftäter.

### Berliner Erlebnisse zur Verdeutlichung der Situation der Jugend
Hans-Joachims Erlebnisse in Berlin lesen sich wie eine Problematisierung des Lebens Jugendlicher in der Weimarer Republik. Der Verlust alter Werte nach dem Ersten Weltkrieg hat zu einem Vakuum und zur Suche nach neuen Orientierungen geführt, die man vornehmlich bei der Jugend sucht. So werden in Gerichtsprozessen zur Jugendkriminalität jener Zeit häufig allgemeine gesellschaftliche Wertvorstellungen mitverhandelt. Zwar gilt die Jugend als Motor des gesellschaftlichen Wandels, als Investition in die Zukunft und man räumt ihr einen noch nie dagewesenen Stellenwert ein, in der politisch und wirtschaftlich geschüttelten Realität jener Zeit haben jedoch junge Menschen in kaum eine Chance zu ihrer Verwirklichung.
Mit Hans-Joachims Tagebucheinträgen über das Leben Berlin der 1920er Jahre dekonstruiert Viebig den Mythos einer chancenreichen Jugend in der Weimarer Republik.

### Zur Situation Deutschlands während der Epoche der Weimarer Republik
Mit Hans-Joachims Rückkehr nach Deutschland wird zunächst das Stoffgerüst der frühen Novelletten aufgegriffen. Im letzten Kapitel wandelt sich der Protagonist zum Nationalisten, der deutscher Siedler im polnischen Grenzgebiet werden will. Dies hat Viebig die Kritik einiger Rezensenten eingetragen.
Hierzu ist aber festzustellen, dass Viebig mit Begriffen spielt: Meist handelt es sich bei solchen Bemerkungen um Figurenrede der kaiserlich-konservativen Eltern, denen Hans-Joachim seine Auffassung entgegensetzt. Ein Gespräch über das militante Geschehen an der polnischen Grenze soll dies verdeutlichen. Der Vater kritisiert:

„»Geht der Bauer auf sein Land, hat seinen Ausweis zufällig nicht bei sich –, ›Pascholl, zurück, ist Grenze hier‹ – der Bauer hört nicht, will vielleicht nicht hören, geht ruhig weiter – knall, eine Kugel. Sie trifft ihn, auf dem eigenen Acker erschossen.«“

Hans-Joachim reagiert relativierend:

„›Reg dich nicht auf, Vater!‹ Auch ihm wurde heiß. Aber war es so nicht das gleiche an allen Grenzen? Überall Grenzvergehen, schuldiger und unschuldiger Art.“

Auch Ansichten der Mutter weist Hans-Joachim zurück, so, als sie seine Absicht, nach Bolivien auszuwandern, nicht gutheißt:

„»Du darfst nicht sagen, es liegt an Deutschland, an dir selber liegt es. Du mußt ausharren, hoffen.«“

Hans-Joachim entgegnet indes:

„»Mutter, du darfst mich nicht quälen. Mach mir’s nicht so schwer, wieder zu gehen. […] Sage selber, was soll ich hier?! Vaterland – ist das ein Vaterland, das seinen Söhnen nur Enttäuschungen gibt?«“

Auch im zweiten Teil des Buches finden sich relativierende Passagen zu anderen Themen. Bei seiner Ankunft in Kapstadt macht sich Hans-Joachim lustig über die Schiffscrew aus »Eingeborenen, Hottentotten und Negern […], die glaubt […], der alte Hardy leb[e] noch« (S. 71) und spucke aus dem »alten Vulkan, hoch auf der Mitte der Insel […] aus dem Kraterloch, Funken und Flammen« (S. 71) Nach einiger Zeit in der unwirtlichen, aber großartigen Inselnatur entwickelt Hans-Joachim Verständnis für die übernatürliche Weltwahrnehmung der Einheimischen:

„Man wurde verwirrt durch das Grünen draußen, es verlieh selbst dem armseligen Moos tieferen Schimmer; den wenigen Pflanzen, die knospen durften, ein kurzes Erblühen. Unter fast grausamer Helle schimmerte das Meer wie weißglühendes Eisen, es spannte sich in seiner Unermeßlichkeit glitzernd und gleißend, die Sonne stand über ihm in starrer Schönheit – sie lächelte nicht. Daß die Naturvölker Wasser und Luft anbeten, sich vor der Sonne verneigen, in Felsen und Öde rächende Götter vermuten, die Opfer erheischen, das begriff er hier.“

Dieser Roman, in dem Viebig den Protagonisten »am vaterländischen Wiederaufbau zu seinem Teil« mithelfen lässt, erregt in zeitgenössischen Rezensionen keinen Anstoß. Die erwähnte Kritik setzt später ein.
Die Posener Germanistin Urszula Michalska moniert 1968, Viebig habe sich von dem »Polenhass (wenn auch nur vorübergehend) und durch seine diskriminierende Ideologie beeinflussen« lassen. Barbara Krauß-Theim spricht 1991 von »stereotypen Verurteilungen«, die in der Wandlung »vom zivilisationsmüden Städter zum politisch motivierten ›Siedler‹« schließlich »verstärkt die Partei konservativer und restaurativer Kräfte« (S. 240) ergreife. Auch verkörpere sie in ihren Protagonistinnen »Teilaspekte des nationalsozialistischen Frauenbildes« (S. 243). Sie lehnt indes die Auffassung, die Autorin habe einen Annäherungsversuch an die damaligen Machthaber gemacht, ab, verortet aber den Roman in die Reihe »nationaler Kampagnen konservativer und völkischer Kräfte« (S. 244) jener Zeit. Später spricht Carola Stern von einer »vorsorgliche[n] Absicherung« von »Cohns Frau« gegenüber den neuen Machthabern. Jürgen Joachimstaler konstatiert 2011 als »Grundmythos« dieses Romans die »Ostmarkenliteratur, die Ostkolonisation«, die »in die Gegenwart der 1930er Jahre transformiert« werde und mit dem »Kolonisations-, aber auch ›Bollwerk‹-Assoziationen« beschworen worden seien.
Hermann Gelhaus, der 1999 zwar einen »Schatten auf Viebigs Alterswerk« durch einen »kaiserzeitlich-rückwärtsgewandten Patriotismus« und fehlende »Achtung der anderen« geworfen sieht, bringt dennoch Verständnis für das Werk der über 70-jährigen auf. Viebig habe ihren Landsmännern einen Weg aufzeigen wollen, auf dem sie mit dem Einsatz für das Vaterland dem problematischen Leben in der Weimarer Republik wieder »Sinn und Halt« hätten geben können. Auch fordert Gelhaus, Viebig aus den Wertvorstellungen ihrer eigenen Zeit heraus zu verstehen. Derzeit seien Patriotismus sowie eine Verteidigungs- und Abwehrhaltung, die aus den Katastrophen der Vergangenheit resultierte, geschätzt gewesen; der Begriff ›Vaterland‹ habe ähnlich hohes Ansehen genossen wie heute ›Freiheit‹ oder ›Demokratie‹. Charlotte Marlo Werner lobt 2009 gar die in dem Roman enthaltene Kritik »an der Veränderungen der Gesellschaft«, wobei Viebig sich in dieser politisch angespannten Zeit sicherlich zurückhalten müsse, »um sich nicht zu gefährden.«

### Biographische Parallelen
In der Entstehungszeit des Romans befindet sich die Familie Cohn-Viebig in einer schwierigen Lage: Man macht sich Gedanken um Sohn Ernst, der aus mehreren Gründen erwägt, Deutschland zu verlassen und befasst sich mit Möglichkeiten einer Migration nach Südamerika, wobei die Eltern den Wunsch hegen, der Sohn möge Deutschland nicht verlassen. Doch Ernst emigriert 1934 nach Brasilien, Frau und Kinder folgen ihm in den kommenden Jahren. So scheint Streckers Vermutung richtig:

„Das wehe Einsamkeitsgefühl, das den 1933 erschienenen Roman ›Insel der Hoffnung‹ durchdringt, mag hier seine Wurzeln haben.“

## Veröffentlichungsgeschichte
Der Roman wird nur einmal aufgelegt und findet insgesamt wenig Beachtung, obwohl er stoffgeschichtlich eines der interessantesten Werke Viebigs darstellt, die hier Passagen aus fast vier Jahrzehnten ihres Schaffens integriert. Darüber hinaus erzielt Viebig durch die unterschiedlichen Äußerungen ihrer Figuren in ihrer multiperspektivischen Erzählweise ein Gleichgewicht, das bis ins letzte Kapitel gehalten wird.

## Ausgaben
- 1933: Stuttgart: Deutsche Verlagsanstalt [291 S.]